# 149. østlige længdekreds
Den 149. østlige længdekreds (eller 149 grader østlig længde) er en længdekreds, der ligger 149 grader øst for nulmeridianen. Den løber gennem Ishavet, Asien, Stillehavet, Australasien, det Sydlige Ishav og Antarktis.